# Берёзовый Солонец
Берёзовый Солонец (чув. Хурниҫ) — село в Ставропольском районе Самарской области. Административно входит в сельское поселение Сосновый Солонец.

## География
Село находится в центре Самарской Луки в 3 км к югу от Соснового Солонца, с которым связано автомобильной дорогой. Расположено в 25 км к югу от г. Тольятти.

## История
Село было основано в начале 1670-х годов ясачными чувашами.
В 1768 году крестьяне были переданы во владение братьям Орловым, в 1843 году перешли в удельное ведомство.
В 1780 году, при создании Симбирского наместничества, деревня Березовый Солонец, при колодезе, помещиковых крестьян, вошла в состав Самарского уезда.
Жители, крещённые в 1830-е гг., до нач. XX века придерживались язычества: проводили моления (сӗрен, чӳк, ҫерҫи чӳк), хоронили и поминали по чувашскому обычаю (юпа).
В XIX веке входило в Сызранский уезд Симбирской губернии.
Школа грамоты была открыта в 1897 году.

## Демография
| 2010 |
| ---- |
| 425  |

Число жителей: в 1762 – 278 чел.; 1780 - 155; 1795 – 834; 1850 – 563; 1859 - 565; 1870 – 532; 1897 – 606; 1913 – 512; 1989 – 308; 2001 – 300 чел. (чуваши).

## Галерея

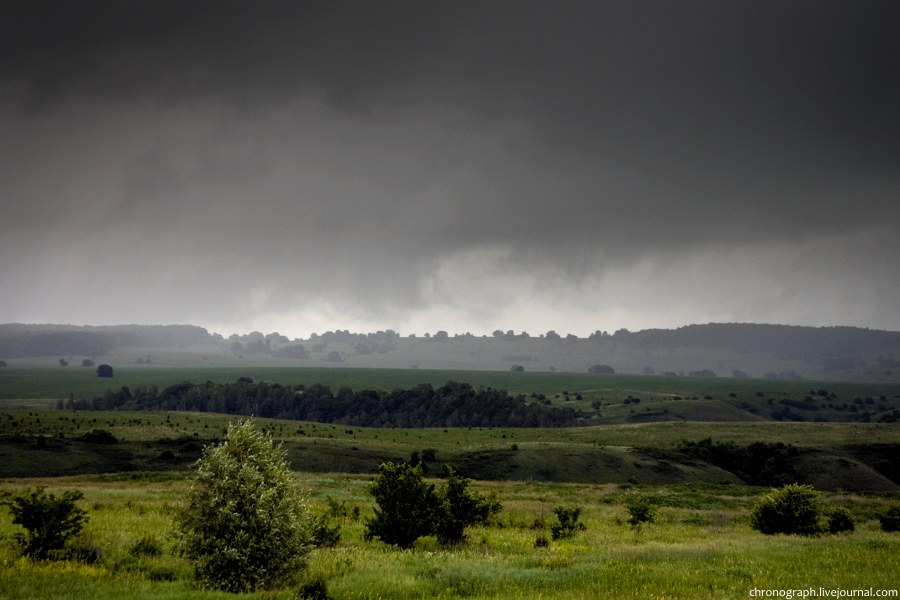
Окрестности села
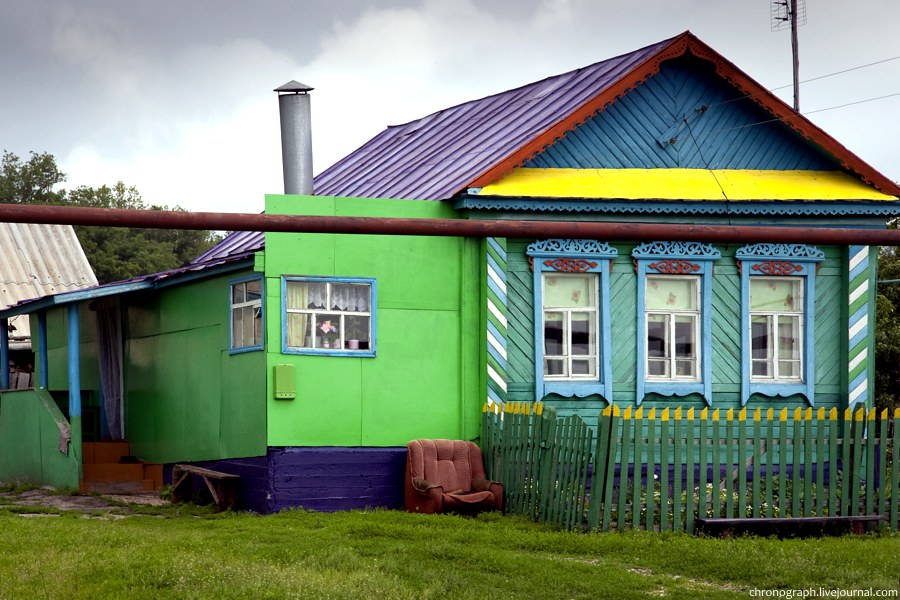
Частный дом
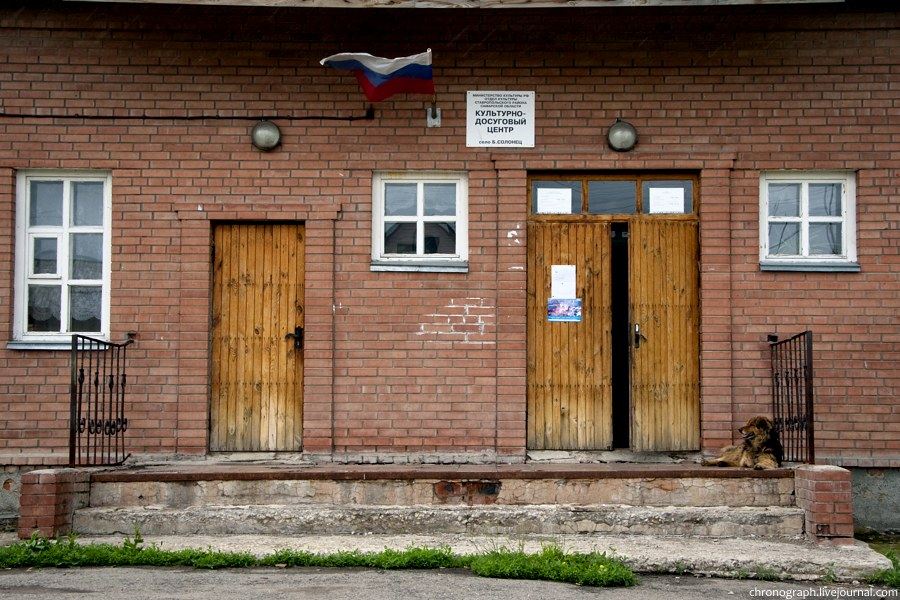
Культурно-досуговый центр села
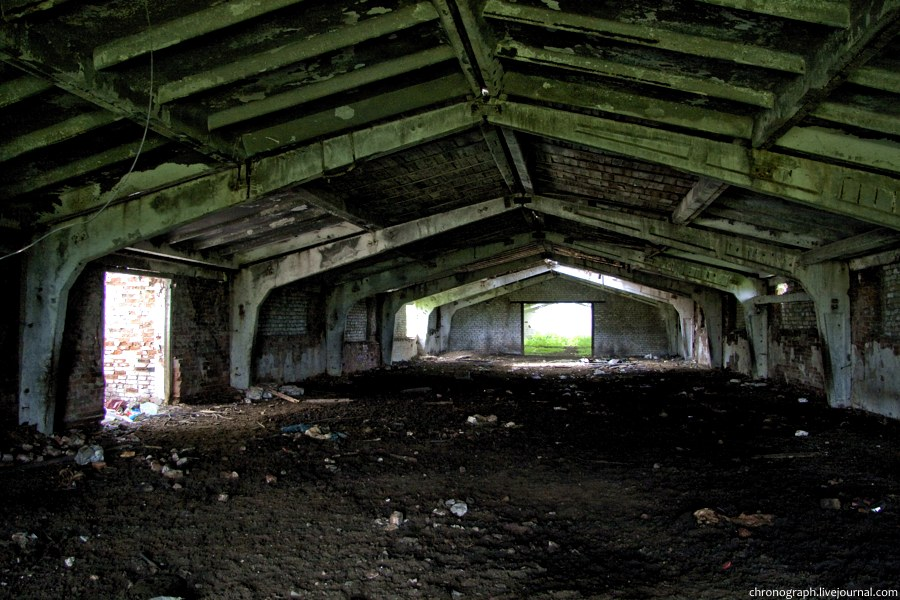
Заброшенные коровники